# مسجد حاج سید جوادی
مسجد حاج سید جوادی مربوط به دوره قاجار است و در قزوین، انتهای بازار وزیر - در کوچه دیوانخانه(حسینیه حاج سیّد جوادی ها) واقع شده و این اثر در تاریخ ۱۱ مرداد ۱۳۸۴ با شمارهٔ ثبت ۱۲۵۹۳ به‌عنوان یکی از آثار ملی ایران به ثبت رسیده‌است.